# Grönkulla forngrav
Grönkulla forngrav är ett gravröse från bronsåldern i Sjundeå i det finländska landskapet Nyland. Gravröset ligger på en klippa cirka 3,3 kilometer västerut från Sjundeå S:t Petri kyrka i ett skogsområde. Gravrösets diameter är 8 meter och det är cirka 0,5 meter högt.
Grönkulla forngrav är skyddad enligt lag eftersom det är en fast fornlämning.